# Drosophila imitator
Drosophila imitator este o specie de muște din genul Drosophila, familia Drosophilidae, descrisă de Hardy în anul 1965. Conform Catalogue of Life specia Drosophila imitator nu are subspecii cunoscute.